# Peki'in
Peki'in ou Buqei'a (em hebraico:  פְּקִיעִין; em árabe: البقيعة), é uma localidade conselho local no Distrito Norte de Israel localizada a oito quilometros a leste de Ma'alot-Tarshiha na Alta Galileia.  O conselho local foi estabelecido nesse vilarejo predominantemente druso em 1958 e tem população acima de 5.200 habitantes (estimativa de 2007).
Reconhecido por centenas de anos com um área onde drusos e judeus vivem pacificamente juntos, Peki'in é notável por seu lugar na história judaica. Na tradição hebraica, Peki'in é famosa por uma caverna local na qual o Rabi Shimon bar Yochai e seu filho, Rabi 
Eleazar ben Simon, esconderam-se dos romanos por 13 anos, depois da derrota da revolta de Barcoquebas contra o governo romano. De acordo com a lenda, o Rabi Shimon e seu filho sustentaram-se apenas com água de fonte e o fruto de uma milagrosa árvore de alfarroba durante os anos de esconderijo, e passaram o tempo a escrever livros sobre o misticismo judaico. Foi lá que ele teria escrito o Zohar, o mais importante livro da Kabbalah.
Peki'in é frequentemente mencionada em fontes históricas, especificamente com referência à pequena comunidade judia que existiu lá 
continuamente desde o período do [Segundo Templo]. Próximo à vila, há lugares de importância religiosa para drusos e judeus, incluindo uma sinagoga restaurada, datando do período romano. A mais antiga escola drusa da região foi estabelecida em Peki'in pela igreja russa no final do século XIX. Escaramuças árabes em 1936 forçaram os judeus de Peki'in a deixar suas casas e partir para lugares mais seguros do país; somente alguns deles retornaram posteriormente. Até recentes tempos, Peki'in tinha uma pequena população judia de aproximadamente nove famílias, que viviam muito próximas à antiga sinagoga de Peki'in. Contudo, de acordo com residentes de Peki'in, em anos recentes essas famílias judias têm sofrido abusos por partes de gangues árabes, tais como roubos e destruição de propriedade e três ataques com granadas ocorreram em 2007.. Depois de tumultos em outubro de 2007, nos  quais as casas de famílias judias foram incendiadas, a maioria das famílias deixou o lugarejo. Em 3 de dezembro de 2007, foi noticiado que a maior parte das últimas famílias vivendo em Peki'in deixaram o lugar depois de terem seus carros incendiados por membros da comunidade árabe.  

Peki'in HaHadasha (= Nova Peki'in) foi estabelecida como uma comunidade judia em 1955, muito próxima à antiga Peki'in.
De acordo com Galib Kheir, chefe do departamento de turismo da cidade, cerca de 60.000 turistas visitam Peki'in todos os anos e  
estimulam o comércio dos restaurantes e das lojas de especialidades locais. A cidade tem também um hotel e um albergue da juventude. 
Peki'in foi um dos assentamentos atingidos por foguetes Katyusha disparados pelo Hezbollah em 14 de julho de 2006, durante o conflito israelo-libanês de 2006. 